# مقياس الحرارة العالية

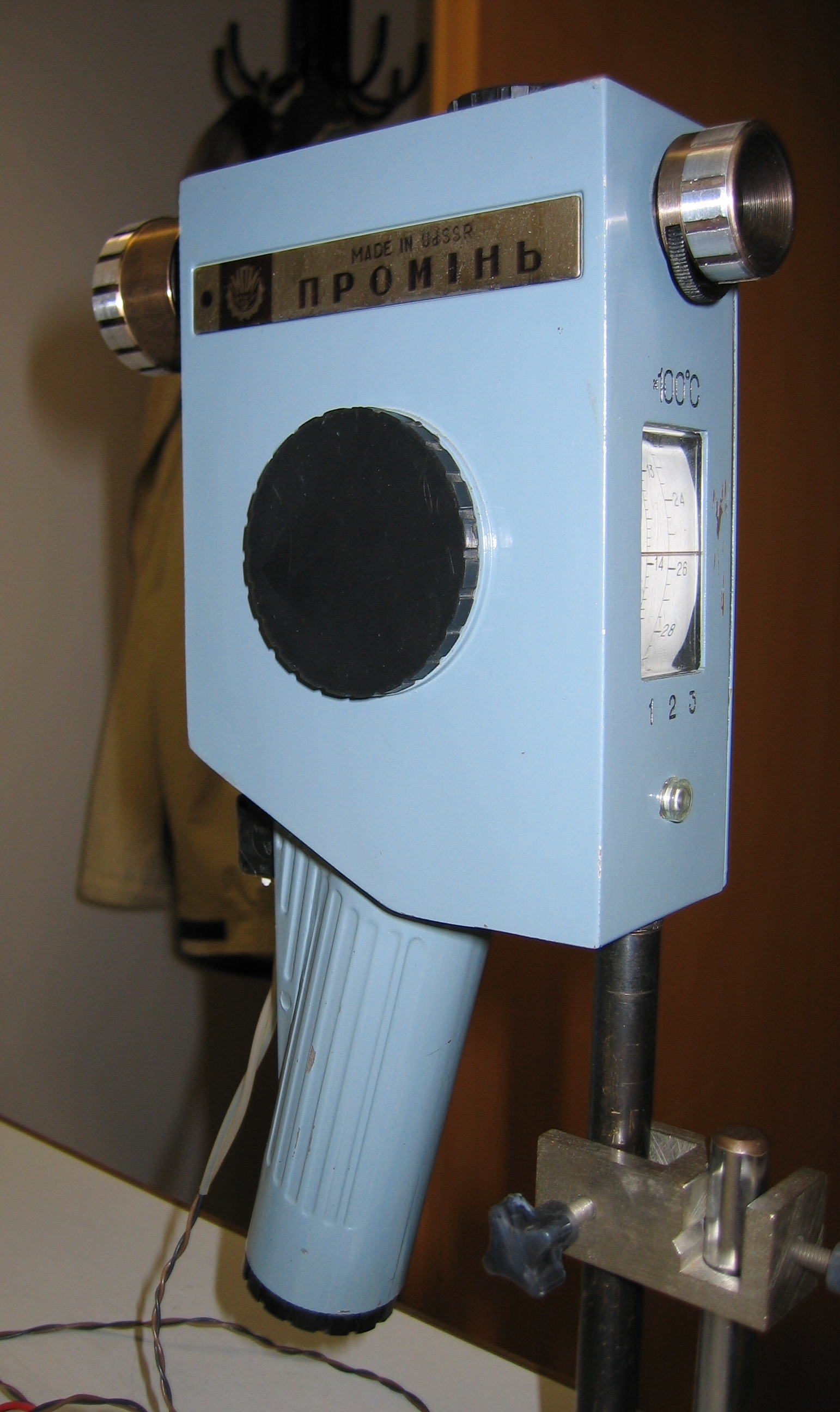
مضرم بصري

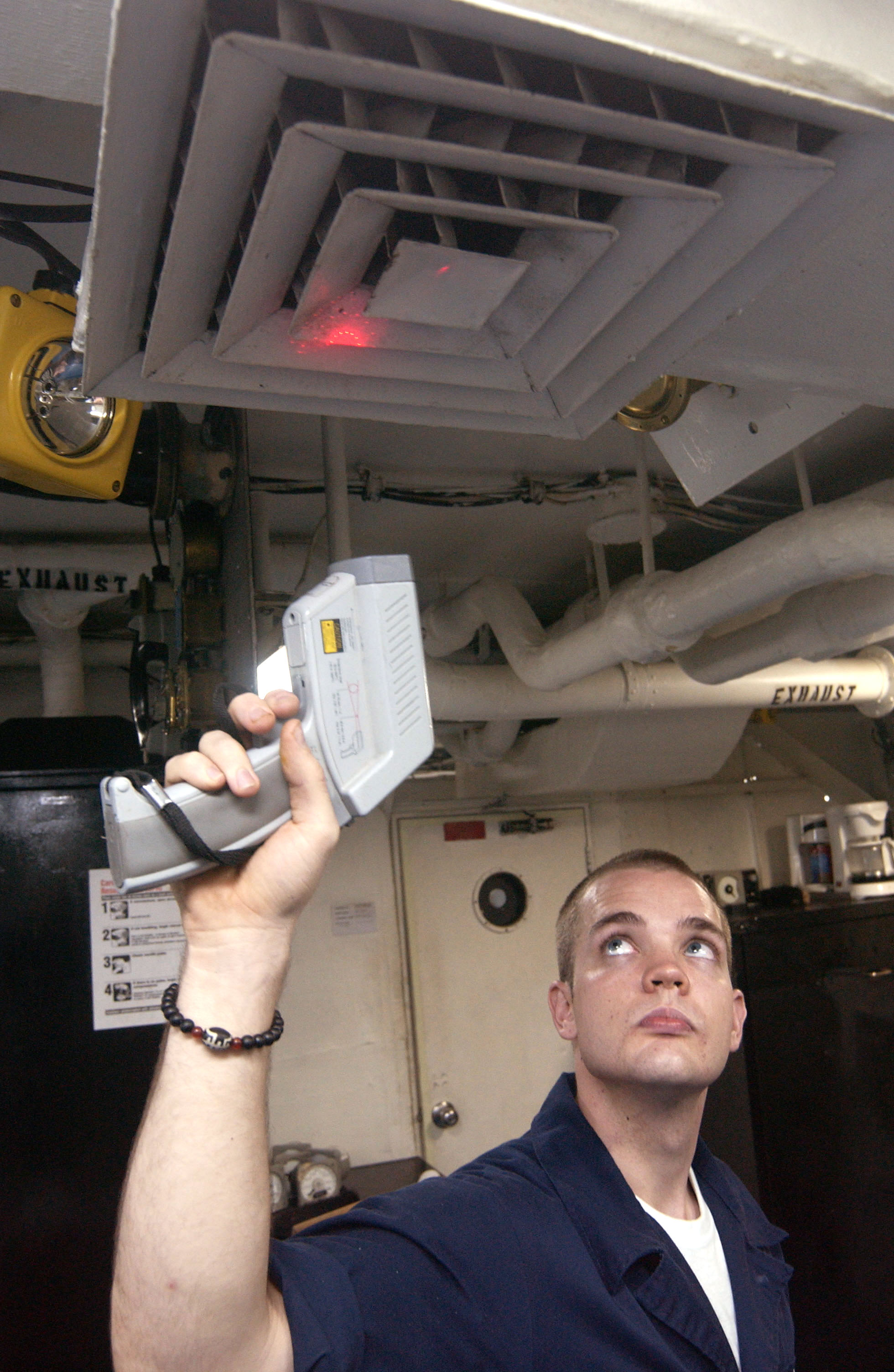
رجل إطفاء يتفحص درجة حرارة نظام التهوية

مقياس الحرارة العالية أو مقياس الحرارة الإشعاعية أو المِضرم أو مقياس الضَّرَم (أي اشتداد الحرارة) أو بيرومتر (بالإنجليزية: Pyrometer)‏ هو جهاز محمول يقيس الإشعاع الحراري. يستخدم هذا القياس في تحديد درجة حرارة الجسم المشع، أو بالأغلب درجة حرارة سطحه. أتى أصل كلمة بيرومتر من الكلمتين اليونانيتين «πῦρ» (نقحرة: «پور» أو «پير») و«متر» اللتان تعنيان «النار» و«قياس» على الترتيب. واستحدثت كلمة بيرومتر للدلالة على وسيلة قادرة على قياس درجة حرارة الأجسام المتوهجة (انبعاث إشعاع منظور من جسم ساخن).

## مبدأ عمل الجهاز
يحتوي جهاز المضرم على نظام بصري ولاقط. يركز النظام البصري الإشعاع الحراري على اللاقط. الإشارة الناتجة من اللاقط (درجة الحرارة T) تتعلق بالإشعاع الحراري أو التشعيع (وهو الفيض الإشعاعي الساقط عمودياً على وحدة المساحات من سطح ما أو النافذ من خلالها ) j* للجسم المستهدف من خلال قانون ستيفان - بولتزمان، ثابت التناسب σ، ويسمى ثابت ستيفان-بولتزمان وإصدارية (Emissivity) الجسم ε.
{\displaystyle j^{\star }=\varepsilon \sigma T^{4}}
يستخدم هذا الخرج في الاستدلال على درجة حرارة الأجسام. ولا يوجد حاجة للتماس المباشر بين المضرم والأجسام، كما هي الحالة في المزدوجة الحرارية أو محر المقاومة (Resistance temperature detector) (RTDs).

## تطبيقاته
يستخدم المضرم في قياس الأجسام المتحركة أو أي سطوح لا يمكن الوصول إليها أو لا يمكن لمسها.

### صناعة صهر المعادن
درجة الحرارة هي متغير أساسي في عملية استخلاص المعادن بالصهر(Smelting). فالقياس المستمر لدرجة حرارة المصهور أساسي في الضبط المستمر للعملية. يمكن زيادة معدل الاستخلاص إلى حدودها القصوى، ويمكن إنتاج الخبث (Slag) عند درجة الحرارة المثلى، وتخفيض استهلاك الوقود وزيادة عمر الطوب الحراري للفرن. ولقد استخدمت المزدوجة الحرارية لتكون الوسيلة التقليدية، ولكنها غير مناسبة للقياس المستمر بسبب انصهارها السريع.